# Shahid
Shahid (arabiska: شهيد, plural: شُهَدَاء, shuhada, vittne) härstammar från ett arabiskt ord i Koranen som betyder "vittne" och används också för att beteckna en "martyr". Det används som en hederstitel för muslimer som har ägnat sitt liv åt att fullgöra en religiös befallning, eller har dött i strid för att försvara sin tro eller sin familj. I boken Wasail al-Shia har den islamiske profeten Muhammed citerats säga att ingen droppe tycks om mer av Gud, än droppen av blod som spills i Guds väg.